# Klasztor św. Mikołaja w Exeter
Klasztor św. Mikołaja w Exeter, założony w 1087 roku przez zakon benedyktynów. W roku 1535 miało tu miejsce zdarzenie, która jest uznawane za zarzewie rebelii modlitewników. Grupa miejscowych kobiet, na wieść o robotnikach usuwających katolickie malowidła ze sklepienia kościoła klasztornego, wtargnęła do kościoła i zablokowała prace. Kobiety musiały zostać usunięte z kościoła siłą przez wojsko.